# 阿孜乡
阿孜乡，是中华人民共和国西藏自治区昌都市察雅县下辖的一个乡镇级行政单位。

## 行政区划
阿孜乡下辖以下地区：
阿琼村、阿都村、觉萨村、珠扎村、孜久村、阿贡村、邓普村和江嘎村。